# Внешняя политика Бахрейна
Внешняя политика Бахрейна — это общий курс Бахрейна в международных делах. Внешняя политика регулирует отношения Бахрейна с другими государствами. Реализацией этой политики занимается Министерство иностранных дел Бахрейна.

## Общий курс
В 1971 году Бахрейн стал независимым государством и установил дружеские отношения с большинством соседей. Главным торгово-экономическим партнёром Бахрейна является Саудовская Аравия. Бахрейн поддерживает эту страну в её противостоянии с Ираном. Так, в январе 2016 года бахрейнские власти дали иранским дипломатам 48 часов на то, чтобы покинуть страну. Бахрейн поддерживает дружеские отношения с Кувейтом, а также установил тёплые отношения с Объединёнными Арабскими Эмиратами. В Бахрейне располагается Пятый флот ВМС США, также эта страна участвовала в Афганской войне на стороне Международных сил содействия безопасности в Афганистане, обеспечивали безопасность периметра на военной базе. В 2002 году Бахрейн стал одним из основных союзников США вне НАТО. У Бахрейна достаточно напряжённые отношения с соседним Катаром, причиной является давний территориальный спор. С  Ираном тоже отношения натянутые, но здесь играет свою роль религиозный фактор: несмотря на то, что большинство населения страны являются шиитами, правящая верхушка принадлежит к суннитам. По этой причине, Бахрейн выбрал в качестве своего близкого союзника именно Саудовскую Аравию, а не Иран. Как и некоторые арабские государства, Бахрейн подписал с Израилем мирный договор в 2020 года, однако он поддерживает создание независимого палестинского государства.